# Боротьба на літніх Олімпійських іграх 1984
Змагання з боротьби на Олімпійських іграх 1984 в Лос-Анжелесі проходили з 30 липня до 11 серпня в Анагаймському конференц-центрі. Це був єдиний вид спорту, який проходив там на Олімпіаді 1984 року. Конференц-центр був відкритий у 1967 році та спочатку використовувався як домашня арена для команди Американської баскетбольної асоціації (ABA) «Анагайм Амігос».
Радянський бойкот Лос-Анжелеської Олімпіади підірвав конкуренцію в греко-римській боротьбі, оскільки радянська збірна з греко-римської боротьби була найсильнішою, за якою йшли інші країни Східної Європи. На вільну боротьбу також сильно вплинула відсутність східноєвропейців, хоча й не настільки.
Змагання поділялися на дві дисципліни, вільну і греко-римську боротьбу, які в свою чергу поділялися на 10 вагових категорій. Загалом розігрувалося 20 комплектів нагород. У змаганнях брали участь лише чоловіки.
У 1984 році програма змагань, в кожній дисципліні була такою ж, як і на Олімпійських іграх 1972-80 роківі — змагання проводилися в 10 вагових категоріях з однаковими обмеженнями ваги як у вільному стилі, так і в греко-римському; однак формати були змінені в 1984 році. У кожному матчі борці отримували класифікаційні бали, які були позитивними від 4,0 за чисту перемогу (туше), до 0,0 за чмсту поразку. Далі кожен клас був розділений на групи А та В. Коли в кожній групі залишалося по три борці, визначені за очками класифікації, вони змагалися між собою за місце в групі, а попередні матчі переносилися до групового фіналу. Коли троє борців залишалися в групі, вони боролися за коловою системою, щоб визначити три найкращі місця в групі. Далі переможці кожної групи боролися за 1 та 2 місце. Другі у кожній групі боролися за 3 та 4 місця. Учасники, які посіли треті місця в кожній групі, боролися за 5 і 6 місця.
Оскільки СРСР не змагався, Сполучені Штати були найкращою країною в боротьбі в 1984 році, вигравши загалои 13 медалей, з них 9 золотих. |США домінували у вільній боротьбі, вигравши 9 медалей, з них 7 золотих. Непогано виступили вони й у греко-римській боротьбі, що дивно, адже раніше вони ніколи не вигравали медалей у греко-римській боротьбі на Олімпійських іграх. |Румунія виграла найбільше греко-римських медалей — 5, а |Швеція та Сполучені Штати виграли по 4, причому Румунія та Сполучені Штати виграли по 2 золоті медалі в греко-римській боротьбі.
У змаганнях взяло участь 267 учасників із 44 країн.
- Наймолодший учасник: Суніл Датт (|Індія); 16 років, 243 дні).
- Найстаріший учасник: Алі Лачкар (Марокко); 34 роки, 294 дні).

## Медалі

#### Греко-римська боротьба
| Вага         | Золото                                 | Срібло                           | Бронза                      |
| ------------ | -------------------------------------- | -------------------------------- | --------------------------- |
| До 48 кг     | Вінченцо Маенца · Італія               | Маркус Шерер · Західна Німеччина | Ікудзо Сайто · Японія       |
| До 52 кг     | Ацудзі Міяхара · Японія                | Даніель Асевес · Мексика         | Пан Де Ду · Південна Корея  |
| До 57 кг     | Паскаль Пассареллі · Західна Німеччина | Масакі Ето · Японія              | Хараламбос Холідіс · Греція |
| До 62 кг     | Кім Вон Гі · Південна Корея            | Кент-Улле Юганссон · Швеція      | Хуго Діче · Швейцарія       |
| До 68 кг     | Владо Лісьяк · Югославія               | Тапіо Сіпіля · Фінляндія         | Джим Мартінес · США         |
| До 74 кг     | Йоуко Саломякі · Фінляндія             | Роджер Таллрот · Швеція          | Штефан Русу · Румунія       |
| До 82 кг     | Йон Драйка · Румунія                   | Дімітріос Танопулос · Греція     | Серен Класон · Швеція       |
| До 90 кг     | Стів Фрейзер · США                     | Іліє Матей · Румунія             | Франк Андерссон · Швеція    |
| До 100 кг    | Василе Андрей · Румунія                | Грегорі Гібсон · США             | Йожеф Тертеї · Югославія    |
| Понад 100 кг | Джеффрі Блатнік · США                  | Рефік Мемішевич · Югославія      | Віктор Доліпскі · Румунія   |

#### Вільна боротьба
| Вага         | Золото                     | Срібло                           | Бронза                        |
| ------------ | -------------------------- | -------------------------------- | ----------------------------- |
| До 48 кг     | Роберт Вівер · США         | Такасі Іріе · Японія             | Сон Гап До · Південна Корея   |
| До 52 кг     | Шабан Трстена · Югославія  | Кім Чон Гю · Південна Корея      | Юдзі Такада · Японія          |
| До 57 кг     | Хідеакі Томіяма · Японія   | Баррі Девіс · США                | Кім Ий Гон · Південна Корея   |
| До 62 кг     | Ренді Льюїс · США          | Косей Акаїсі · Японія            | Лі Чон Гин · Південна Корея   |
| До 68 кг     | Ю Ін Тхак · Південна Корея | Ендрю Рейн · США                 | Юкка Раухала · Фінляндія      |
| До 74 кг     | Дейв Шульц · США           | Мартін Кносп · Західна Німеччина | Шабан Сейді · Югославія       |
| До 82 кг     | Марк Шульц · США           | Хідеюкі Нагасіма · Японія        | Крістофер Рінке · Канада      |
| До 90 кг     | Ед Банах · США             | Акіра Ота · Японія               | Ноель Лобан · Велика Британія |
| До 100 кг    | Лу Банах · США             | Джозеф Атія · Сирія              | Василе Пушкашу · Румунія      |
| Понад 100 кг | Брюс Баумгартнер · США     | Роберт Молле · Канада            | Айхан Ташкин · Туреччина      |

## Медальний залік
| Місце | Країна            | Золото | Срібло | Бронза | Загалом |
| ----- | ----------------- | ------ | ------ | ------ | ------- |
| 1     | США               | 9      | 3      | 1      | 13      |
| 2     | Японія            | 2      | 5      | 2      | 9       |
| 3     | Південна Корея    | 2      | 1      | 4      | 7       |
| 4     | Румунія           | 2      | 1      | 3      | 6       |
| 5     | Югославія         | 2      | 1      | 2      | 5       |
| 6     | Західна Німеччина | 1      | 2      | 0      | 3       |
| 7     | Фінляндія         | 1      | 1      | 1      | 3       |
| 8     | Італія            | 1      | 0      | 0      | 1       |
| 9     | Швеція            | 0      | 2      | 2      | 4       |
| 10    | Канада            | 0      | 1      | 1      | 2       |
| 10    | Греція            | 0      | 1      | 1      | 2       |
| 12    | Мексика           | 0      | 1      | 0      | 1       |
| 12    | Сирія             | 0      | 1      | 0      | 1       |
| 14    | Велика Британія   | 0      | 0      | 1      | 1       |
| 14    | Швейцарія         | 0      | 0      | 1      | 1       |
| 14    | Туреччина         | 0      | 0      | 1      | 1       |

## Учасники
- Австралія  (3)
- Австрія  (7)
- Аргентина  (3)
- Болівія  (1)
- Велика Британія  (7)
- Греція  (10)
- Домініканська Республіка  (1)
- Еквадор  (1)
- Єгипет  (10)
- ФРН  (14)
- Індія  (8)
- Ірак  (3)
- Іспанія  (3)
- Італія  (7)
- Камерун  (5)
- Канада  (13)
- Китай  (7)
- Китайський Тайбей  (1)
- Колумбія  (1)
- Ліван  (1)
- Мавританія  (2)
- Мальта  (2)
- Марокко  (5)
- Мексика  (5)
- Нігерія  (3)
- Нова Зеландія  (3)
- Норвегія  (5)
- Пакистан  (2)
- Панама  (1)
- Перу  (2)
- Південна Корея  (14)
- Пуерто-Рико  (3)
- Румунія  (10)
- Сальвадор  (1)
- Сенегал  (4)
- Сирія  (3)
- США  (19)
- Туреччина  (16)
- Фінляндія  (11)
- Франція  (8)
- Швейцарія  (2)
- Швеція  (11)
- Югославія  (9)
- Японія  (20)